# Віртус (футбольний клуб)
Віртус (італ. Società Sportiva Virtus) — сан-маринський футбольний клуб із міста Аккуавіва. Клуб заснований у 1964 році.

## Досягнення
Чемпіон Сан-Марино:
- Чемпіон (2): 2024, 2025

Кубок Сан-Марино
- Володар кубка (2): 2023, 2025.
- Фіналіст кубка (2): 1997, 2011.

Суперкубок Сан-Марино
- Володар суперкубка (3): 1988, 2023, 2024.